# キングズベリー・ランの屠殺者
キングズベリー・ランの屠殺者（キングズベリー・ランのとさつしゃ、英語: Mad Butcher of Kingsbury Run）またはクリーブランド胴体殺人者（クリーブランドどうたいさつじんしゃ、英語: Cleveland Torso Murderer）は、アメリカ合衆国オハイオ州のクリーブランドで1930年代に犯行を重ねた正体不明の連続殺人犯。「キングズベリー・ラン」とは最初の犠牲者が発見された地のことで、クリーブランド-ピッツバーグ間鉄道が近くを通っていた。この連続殺人事件は、アル・カポネの摘発で有名なエリオット・ネスが捜査に当たった。

## 事件の概要
1935年から1938年の間にクリーブランド周辺で12人が惨殺された。まがりなりにも身元が判明している犠牲者は第2、第3、そして第8のみで、これらの例外を除き犠牲者の身元はいまもって不明のままである。当時世界恐慌はいまだおさまらず、クリーブランドでもクリーブランド・フラッツ(Cleveland Flats)と呼ばれたスラムが発生、生まれも育ちも定かでない下層民が群れをなして流れ込んでいた。社会的ネットワークから切り捨てられた彼らは残虐極まりない犯行に対してもほぼ無力であった。
「クリーブランド胴体殺人者」による犠牲者は全て斬首されており、しばしば四肢が切りとられているものや胴が半分に切断されている異常なものであった。その切断面は滑らかであり、犯人が肉体の切断について技術と経験を持っていたことをうかがわせる。また多くの場合斬首そのものが犠牲者の死因となっていた。男性の犠牲者の大半は去勢され、中には化学的処置が行われた痕跡が見られるものもあった。犠牲者の多くは死後、かなりの時間が経ってから（1年以上経っていたものもある）発見されただけでなく、中には頭部が発見できない遺体もあったため、この点からも身元の特定は困難を極めた。
この殺人犯が犯行を重ねていた頃、エリオット・ネスがクリーブランド地方政府の警察署と消防署等付属機関を統括する地位である、公共治安本部長に就任した。ネスはこの事件の解決に尽力し、最後の犠牲者が発見されてから2日後の1938年8月18日には住民を収監した上でスラム街を破壊、犯人が被害者を物色する場をなくそうとした。これ以降公式に認定された犠牲者はいないが、最終的に犯人逮捕に失敗したネスはアル・カポネの検挙という経歴にもかかわらず、犯行が止んだ4年後に刑事人生を終えることとなった。

## 犠牲者一覧
身元不明、または疑わしい10名についてはそれぞれ「ジョン・ドウ」(John Doe 英語で男性の氏名不詳者を表す) 、または「ジェーン・ドウ」(Jane Doe ジョン・ドウの女性版)と表記する。

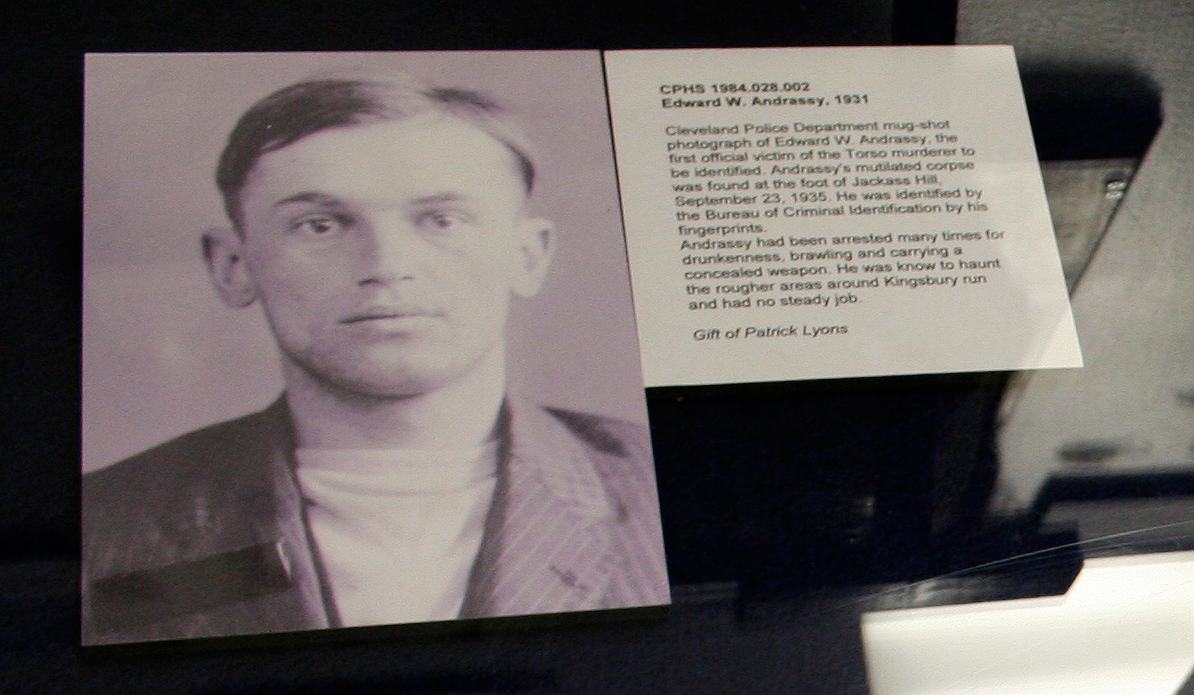
アンドラーシの写真
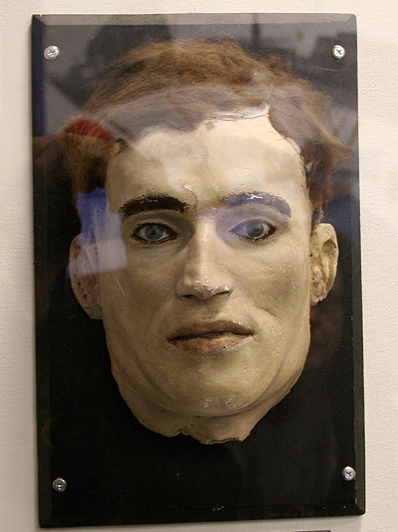
アンドラーシの復顏
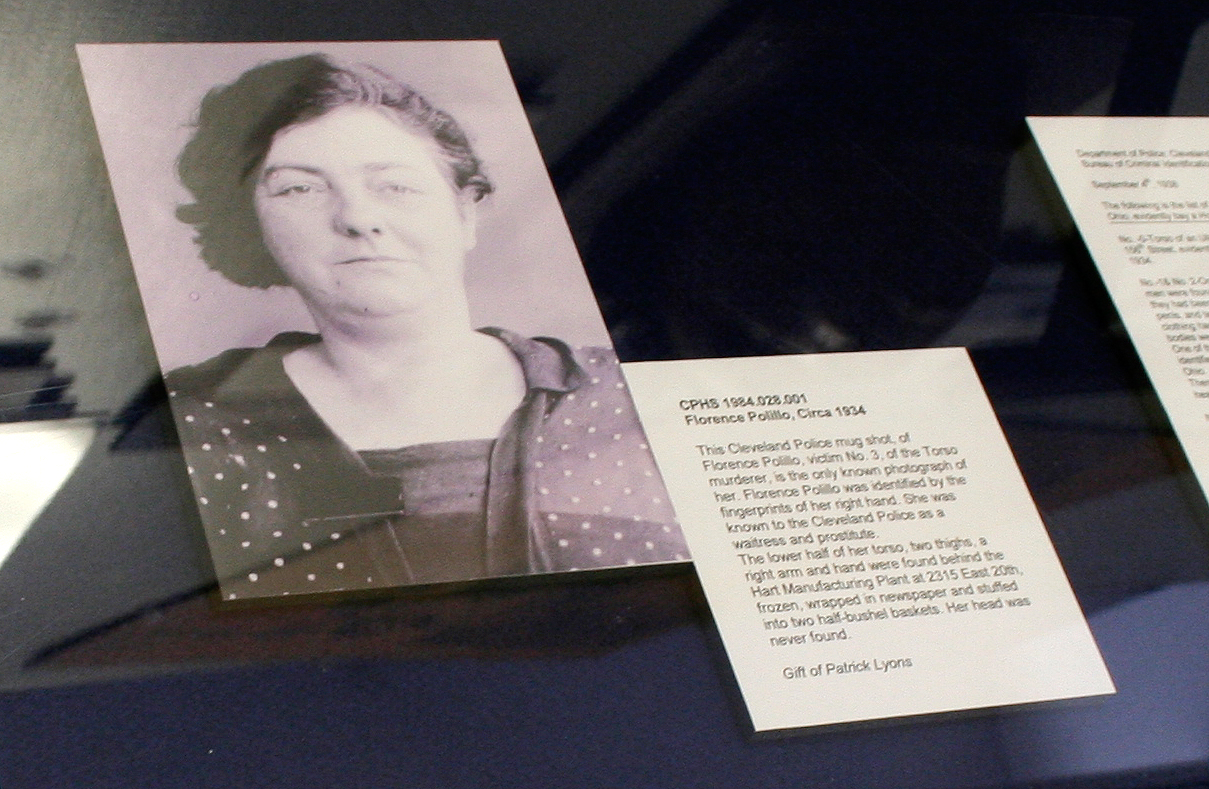
ポリロの写真
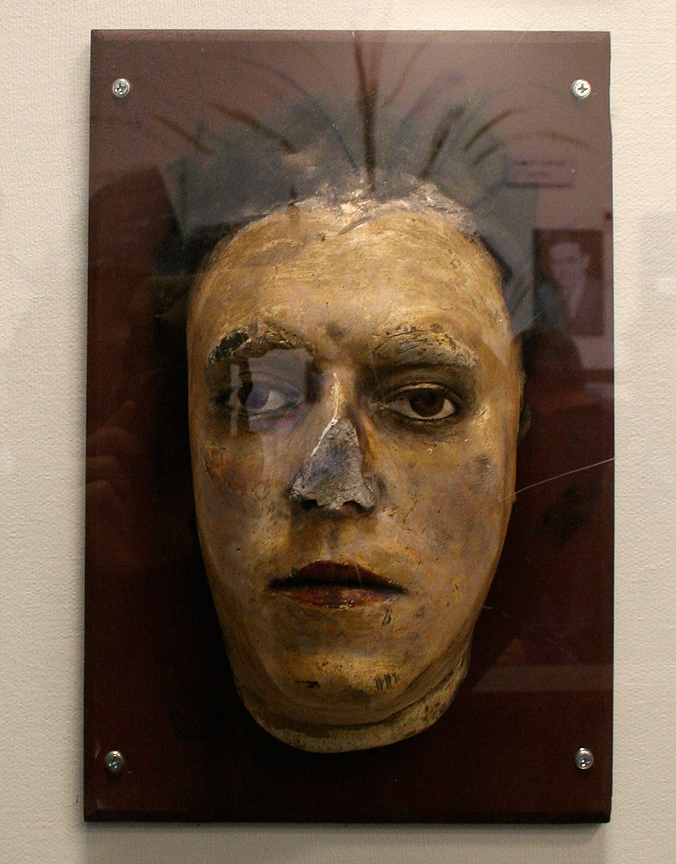
ポリロのデスマスク

John Doe I
1935年9月23日にキングズベリー・ランで発見された身元不明の男性。発見当初は死後7～10日経っていると推定されたが、後に死後3～4週間が経過していたと訂正された。
エドワード・W・アンドラーシ(Edward W. Andrassy)
1935年9月23日にJohn Doe Iから約9メートル離れた場所で発見された。発見時、死後2～3日が経過していたと推定されている。
フローレンス・ジェネヴィーブ・ポリロ(Florence Genevieve Polillo)
クリーブランド市街の通りで1936年1月26日に発見された女性。この女性は様々な通称を持っていた。発見時、死後2～4日が経過していたと推定されている。

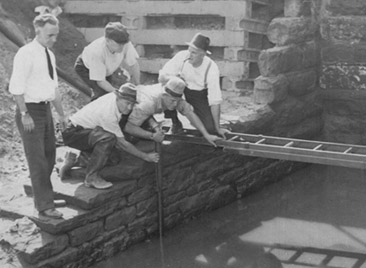
John Doe II（「刺青の男」）の遺体発見現場
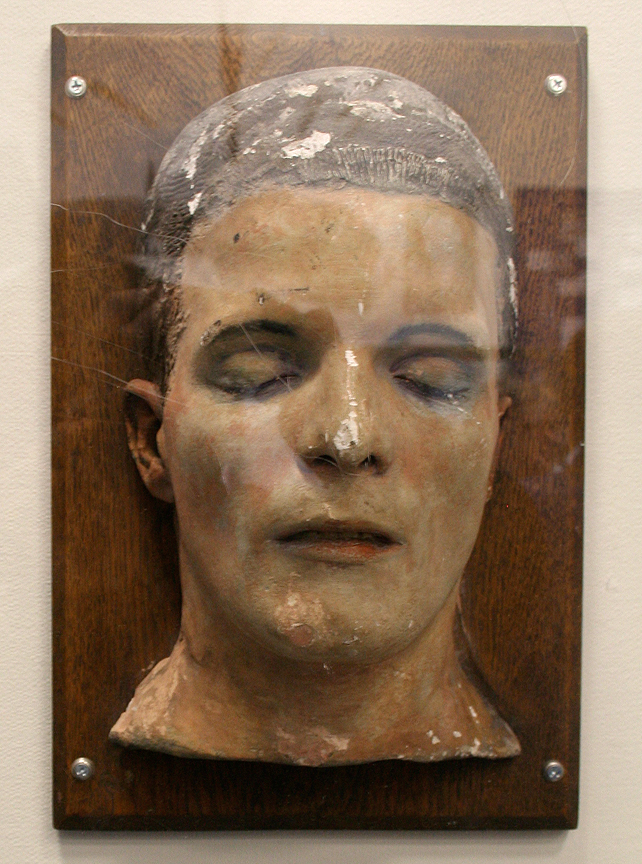
「刺青の男」のデスマスク
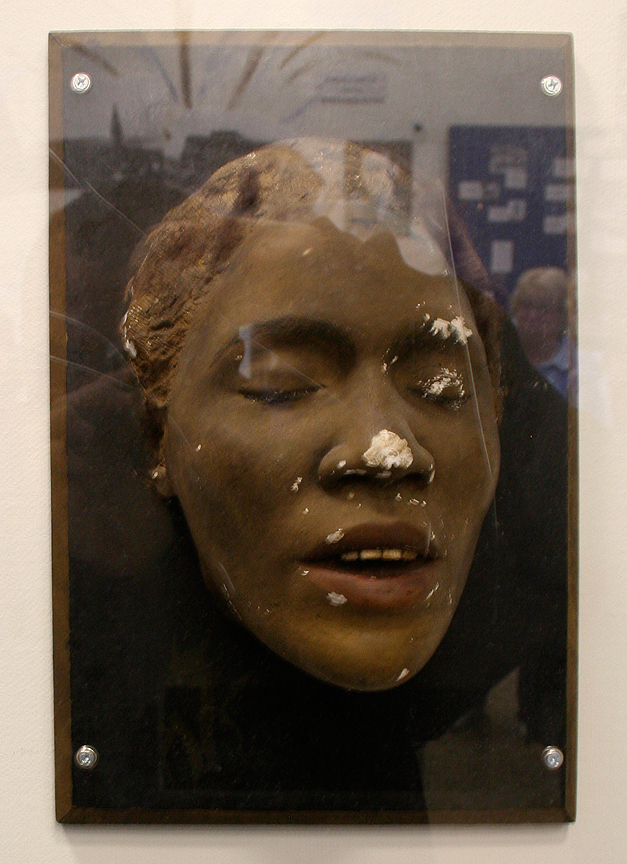
Jane Doe IIのデスマスク
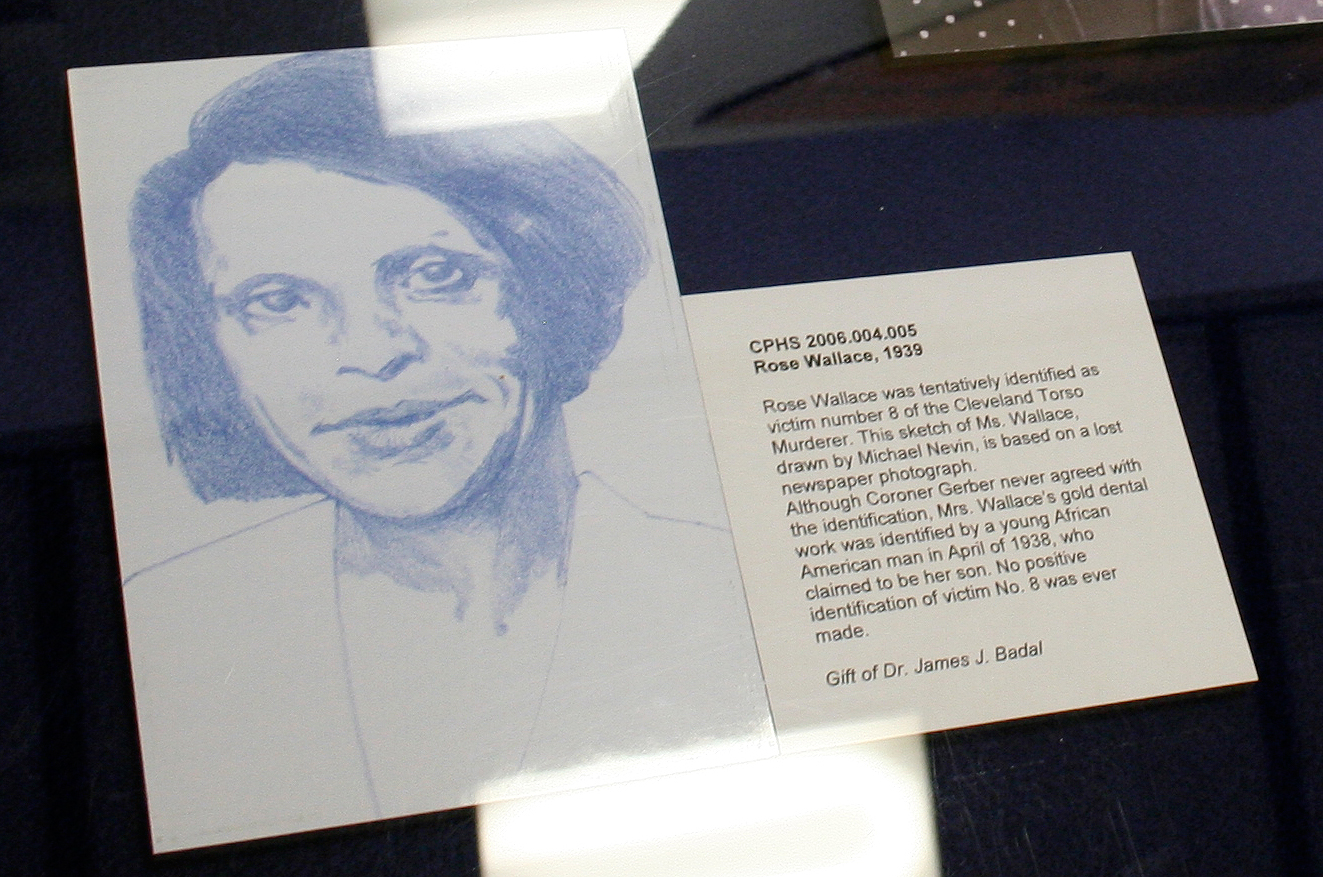
ローズ・ウォレスの肖像画

John Doe II
1936年6月5日にキングズベリー・ランで発見された身元不明の男性。体に「Helen and Paul」、「W.C.G.」など、人名やイニシャルを示す6つもの刺青があったことから、「刺青の男」(the tattooed man)とも呼ばれる。また身に付けていた下着に洗濯札が付いており、もしこの男性が下着の持ち主ならば、イニシャルはJ.D.である。他の犠牲者と比しても身元への手がかりが多かったため、1936年の夏に開催された「Great Lakes Exposition」(クリーブランド市成立1世紀を記念する祝祭)で、遺体のデスマスクを展示するなどして市民に対し情報提供が呼びかけられたが、ついに身元は判明しなかった。
John Doe III
クリーブランド西部の人口が少ない地域、ブルックリンで1936年7月22日に発見された身元不明の男性。発見時、死後2箇月が経過していたと推定されている。この地域で発見された唯一の犠牲者。
John Doe IV
1936年9月10日にキングズベリー・ランで発見された身元不明の男性。発見時、死後2日が経過していたと推定されている。
Jane Doe I
エリー湖畔にあった遊園地、ユークリッド・ビーチ・パーク（Euclid Beach Park)付近で1937年2月23日に発見された身元不明の女性。発見時、死後3～4日が経過していたと推定されている。
Jane Doe II（ローズ・ウォレス Rose Wallace）
クリーブランド市内を流れるカヤホガ川に架かる橋のたもとで1937年6月6日に発見された女性。10ヶ月前から行方不明となっていた黒人女性のローズ・ウォレスと歯の治療跡を警察が照合した結果ほぼ同一であるとの見解が示され、息子もこの遺体が自分の母親であることを確認したという。しかし、彼女を治療していた歯科医師本人は遺体発見の1年前に死亡しており、またこの遺体が死後1年を経過している可能性も強く彼女の行方不明になった時期とも矛盾していることから、この身元照合には疑問点も多い。
John Doe V
カヤホガ川で1937年6月6日に発見された身元不明の男性。発見時、死後2～3日が経過していたと推定されている。
Jane Doe III
カヤホガ川で1938年4月8日に発見された身元不明の女性。発見時、死後3～5日が経過していたと推定されている。
Jane Doe IV
クリーブランド市内のレークショア・ダンプ（Lakeshore Dump）地区で1938年8月16日に発見された身元不明の女性。発見時、死後4～6か月が経過していたと推定されている。
John Doe VI
Jane Doe IVと同時に発見された身元不明の男性。発見時、死後7～9か月が経過していたと推定されている。
被害者の発見順と推定死亡順一覧表
| 発見順 | 被害者名                             | 発見日                                   | 推定死亡日（推定死後経過時間）                | 推定殺害順 |
| ------ | ------------------------------------ | ---------------------------------------- | --------------------------------------------- | ---------- |
| 1      | エドワード・W・アンドラーシ          | 1935年9月23日 （John Doe Iと同時）       | 1935年9月中旬頃 （死後2-3日経過）             | 2          |
| 2      | （John Doe I ）                      | 1935年9月23日 （アンドラーシと同時）     | 1935年9月初頭頃 （死後3-4週間経過）           | 1          |
| 3      | フローレンス・ジェネヴィーブ・ポリロ | 1936年1月26日 （同年2月7日に残りを発見） | 1936年1月下旬 （最初の発見時に死後2-4日経過） | 3          |
| 4      | （John Doe II）                      | 1936年6月5日                             | 1936年6月初頭 （死後2日経過）                 | 5          |
| 5      | （John Doe III）                     | 1936年7月22日                            | 1936年5月頃 （死後2か月経過）                 | 4          |
| 6      | （John Doe IV）                      | 1936年9月10日                            | 1936年9月上旬 （死後2日経過）                 | 7          |
| 7      | （Jane Doe I）                       | 1937年2月23日                            | 1937年2月中旬 （死後3-4日経過）               | 8          |
| 8      | （Jane Doe II） ローズ・ウォレス？   | 1937年6月6日                             | 1936年6月頃 （死後1年経過）                   | 6          |
| 9      | （John Doe V）                       | 1937年7月6日                             | 1937年7月初頭 （死後2-3日経過）               | 9          |
| 10     | （Jane Doe III）                     | 1938年4月8日                             | 1938年4月初頭 （死後3-5日経過）               | 12         |
| 11     | （Jane Doe IV）                      | 1938年8月16日 （John Doe VIと同時）      | 1938年2-4月頃 （死後4-6か月経過）             | 11         |
| 12     | （John Doe VI）                      | 1938年8月16日 （Jane Doe IVと同時）      | 1937年11月-1938年1月頃 （死後7-9か月経過）    | 10         |

### その他可能性のある犠牲者
前述のとおり公式の犠牲者は12名とされているが、近年の調査によりこの殺人犯による犠牲者数はもっと多かった可能性が示されている。第1には the Lady of the Lake（湖の女性） と呼ばれる、エリー湖畔で1934年9月5日に発見された身元不明の女性の遺体である。この女性の発見場所では後に第7の犠牲者(Jane Doe I)も発見されている。研究者の中には、"Lady of the Lake" を第1の犠牲者、あるいは「零番目の犠牲者」(Victim Zero)と 呼ぶ者もいる。
またクリーブランドから南東方向にあるペンシルベニア州のニュー・キャッスル市では、1936年7月1日に頭部のない身元不明の男性遺体が有蓋車の中から発見されている。この街では近郊の湿地において1921年から1934年までと、1939年から1942年までの間に切断された複数の遺体が発見されている。また1940年5月3日には同州アレゲーニー郡マッキーズ・ロック地区で有蓋車から頭部のない3名の遺体が発見されている。これらの遺体の損壊状態はすべて「キングズベリー・ランの屠殺者」によるものとよく似ている。
他にも1950年7月22日に推定で6～8週間前に殺害され、クリーブランドのダヴェンポート通りで遺体となって発見されたRobert Robertson（男性）についてもこの殺人者との関連が指摘されている。認定された最後の犠牲者発見からすでに10年以上が経過していたが、これまで上げた犠牲者と同じく、頭部が切断されていた。これら多数の被害者のうち本事件と関係があるものはどれなのか専門家の中でも意見は分かれており、中にはクリーブランド警察の刑事主任Peter Meryloのように、クリーブランドやヤングスタウン、ピッツバーグ付近で1920年代から1950年代にかけて40人以上が殺害されたと信じる者もいる。

## 容疑者
容疑者とされた人物は多数存在するが、中でも次の2名が特に有名である。
Florence Polillo殺害についてはクリーブランド市民Frank Dolezalが1939年7月に容疑者として逮捕されている。彼はPolilloを殺害したことを1度は認めたが、後に犯行を自供するまで暴行をされたとして自白を撤回、8月24日、オハイオ州カヤホガ郡刑務所で不審な死を遂げた。死後の調べで遺体には肋骨の骨折が見られたが、彼が6週間前に逮捕された時にはそのような傷を負っていなかったと友人が証言している。研究者の多くは彼がPolillo殺害に関与していないと見ている。
容疑を強く疑われた人物としてFrancis E. Sweeney博士があげられる。博士は第一次世界大戦中に医療部隊に所属し、戦場での外科手術について豊富な経験を持っていた。後年博士は、クリーブランド地方政府の公共治安本部長として一連の殺人の捜査を指揮していたエリオット･ネスの尋問を受けた。尋問中、博士はポリグラフを使用した2回の嘘発見テストで、「シロとならなかった」と伝えられている。テストは2回ともポリグラフの専門家により行われ、担当した専門家はネスに「本ボシはあなたの手中にある」と述べた。ネス自身、博士を特別にゲイロード・ソンドハイム(Gaylord Sundheim)という暗号名で呼ぶなど強い関心を持っていたが、博士を訴追して成功する可能性は低いと感じていたようである。博士はネスの政敵である下院議員、Martin L. Sweeney (1960年没)の従兄弟にあたり、議員はネスが殺人犯の逮捕に失敗していると批判していたのである。また、議員は上述のFrank Dolezalを逮捕した保安官とは、婚姻を通じて親類関係にあった。博士は尋問を受けた後に入院し、以降、病院から病院へと入退院をくり返した。博士の入院後、警察は博士を容疑者と見做す手がかりや関連性をそれ以上見つけることが出来なかったが、一連の殺人も止んだ。博士はオハイオ州デイトンの退役軍人病院で1964年に死去した。1950年代まで、ネスとその家族の元には嘲りや嫌がらせ、脅迫の葉書が届いていたが、これらが博士が病院から書き送っていたものかどうかは不明である。